# Аноректална агнозија
Аноректална агнозија је један од узрока аноректалне инконтиненције, услед примарно поремећеног аноректалног сензибилитета због нарушене функције аутономног и/или централног нервног система и порођајне трауме, што доводи до губитка „свести” o столици.

## Етиопатогенеза
Аноректална агнозија је само једна од неспособности препознавања и схватања визуелних, тактилних и слушних садржаја који су претходно били познати. Најчешће настаје као последица оштећења делова централног нервног система одговорног за сензибилитет услед физичке трауме или болести и/или сутономн ог нервног система након порожајне треума. Као последица нарусених функција сензибилитета у ЦНС и аутономном нервном систему код болесника се може јавити губитка „свести” o столици, и резултовати наруђеном функцијом аноректума и пода мале карлице, и пратећом аналном инконтиненцијом.
У психијатрији израз аноректална агнозија користи и за особе које су изгубиле способност нормалног фекалног пражњења због емоционалних сметњи, или услед старења, деменције, инвадилитета, психотичних поремећа.

## Дијагноза
Дијагноза се може поставити тек након утврђивања основног поремећаја у нервном систему који је довео до аноректалне агнозије. 
Визуализација мозга
У том смислу ради се визуелизација мозга (ЦТ или МРИ, са ангиографијом, или без ње) у циљу:
- откривања карактеристичне централне лезије (нпр срчаног удара, крварења, интракранијалних туморских процеса),
- идентификација атрофије кортекса у дегенеративним болестима.

Физички преглед
Физички преглед често се може открити нарушавање одређених типова сензорне осетљивости, што може додатно отежати даљњу процену болесникове болести.

## Терапија
Аноректална агнозија нема посебан третман. Рехабилитацију спроводи неуропсихијатар и психолог у склопу основне болести централног или аутономног нервног система. Степен опоравка зависи од величине и локације оштећења ћелија, степена оштећења и старости пацијента. Опоравак се обично одвија у прва три месеца, али обично траје годину дана.